# Тушнурята
Тушнуря́та (рос. Тушнурята, марій. Тушнур) — присілок у складі Новотор'яльського району Марій Ел, Росія. Входить до складу Масканурського сільського поселення.

## Населення
Населення — 18 осіб (2010; 23 у 2002).
Національний склад (станом на 2002 рік):
- росіяни — 78 %